# ニュヤ川
ニュヤ川（ニュヤがわ、Nyuya、ロシア語: Нюя、サハ語: Ньүүйэ）は、ロシア・シベリア東部のサハ共和国を流れる川で、レナ川の左岸に合流する支流である。
レナ川の北に並行して流れ、レンスクの下流でレナ川に合流する。10月後半から5月にかけては完全に凍結する。主な支流にティムピチャン川（Tympychan）、ハマキイ川（Khamaky）、ウラハン＝ムルバイイ川（Ulakhan-Murbaiy）、オチチュグイ＝ムルバイイ川（Ochchuguy-Murbaiy）、ベティンチェ川（Betinche）などがある。